# Ulster
Ulster er en af de fire provinser, som øen Irland er opdelt i. Ulster omfatter den nordlige del, og størstedelen af Ulster er i politisk sammenhæng Nordirland. Ulster består af ni counties. De seks (Antrim, Armagh, Down, Fermanagh, Londonderry og Tyrone) ligger i Nordirland, mens resten (Cavan, Donegal og Monaghan) er en del af Republikken Irland. Ulsters største by er Nordirlands hovedstad Belfast.
Ulster er på 24.481 km² (deraf 14.139 km² i Nordirland) og har en befolkning på knap 2 millioner (deraf næsten 1,7 millioner i Nordirland). Geografisk er en stor del af provinsen præget af kyststrækningen mod Atlanterhavet med store klinter og markante klippeformationer. I Ulster ligger både den største sø på de britiske øer, Lough Neagh, og den unikke klippeformation Giant's Causeway på nordkysten, der er på UNESCOs verdensarvsliste.
De nordirske nationalister kalder generelt Nordirland for Ulster for at manifestere deres sammenhold med resten af Irland og samtidig markere, at tilhørsforholdet til Storbritannien efter deres opfattelse ikke er af permanent karakter. 
- Wikimedia Commons har flere filer relateret til Ulster

54°44′27″N 6°44′40″V / 54.74072°N 6.74456°V